# Kosmos 2431
Kosmos 2431, ruski navigacijski satelit (globalno pozicioniranje) iz programa Kosmos. Vrste je GLONASS-M (Glonass br. 718, Uragan M br. 718). 
Lansiran je 26. listopada 2007. godine u 07:35 s kozmodroma Bajkonura (Tjuratam) u Kazahstanu. Lansiran je u srednje visoku orbitu oko planeta Zemlje raketom nosačem Proton-K/DM-2 8K72K. Orbita mu je 19123 km u perigeju i 19132 km u apogeju. Orbitna inklinacija mu je 64,88°. Spacetrackov kataloški broj je 32275. COSPARova oznaka je 2007-052-A. Zemlju obilazi u 675,63 minute. Pri lansiranju bio je mase kg.
Nadnevak lansiranja bio je pomaknut sve dok Kazahstan nije skinuo zabranu na lansiranje raketa Protona, koju je bio uveo nakon što je Proton-M eksplodirao 6. rujna pri čemu se izlilo 219 tona otrovna goriva heptila.
Još dva Glonassa lansirana su u ovoj misiji. Više dijelova iz ove misije odvojilo se i kruže u srednjoj i visokoj orbiti, a jedan dio kružio je u niskoj orbiti i vratio se u atmosferu.

## Vanjske poveznice
- Glonass  Arhivirana inačica izvorne stranice od 18. lipnja 2006. (Wayback Machine) (rus.)
- Glonass Constellation Status (engl.)
- N2YO.com Search Satellite Database (engl.)
- Celes Trak SATCAT Format Documentation (engl.)
- Kunstman  Arhivirana inačica izvorne stranice od 12. kolovoza 2019. (Wayback Machine) Satellites in Orbit (engl.)